# Спицыно (Амурская область)
Спи́цыно — село в Мазановском районе Амурской области, Россия. Входит в Молчановский сельсовет.

## География
Село Спицыно стоит на берегу протоки Мудрец (или Спицынская) (левобережная протока реки Зея).
Дорога к селу Спицыно идёт на запад от административного центра Молчановского сельсовета села Молчаново, расстояние 4 км.
Расстояние до районного центра Мазановского района села Новокиевский Увал (через Молчаново, Красноярово, Белоярово и Мазаново) — 60 км.
Расстояние до города Свободный (по Зее) — около 10 км.

## Население
| 2002 | 2010 | 2012 | 2013 | 2014 | 2015 | 2016 |
| ---- | ---- | ---- | ---- | ---- | ---- | ---- |
| 20   | ↘1   | ↘0   | →0   | →0   | →0   | →0   |
| 2017 | 2018 |      |      |      |      |      |
| →0   | →0   |      |      |      |      |      |